# Restionaceae
Restionaceae, biljna porodica u redu travolike (Poales). Podijeljena je na 48 rodova s oko 550 vrsta. Ime je dobila po rodu Restio.
U Restionaceae su uklopljeni i rodovi porodice Anarthriaceae.

## Opis
Restionaceae se sastoji od dvodomnih (rijetko jednodomnih ili hermafroditnih), zimzelenih, višegodišnjih biljaka. Podzemne stabljike su rizomske ili stoloniferne, uspravne stabljike fotosintetske, šuplje ili čvrste. Listovi su jednostavni, jednostrani, spiralni, obično otvorenog omotača, obično eligulirani, kod zrelih biljaka često reducirani u ovojnice, ponekad kadukuzni. Cvat je pojedinačni cvijet ili skup klasića, u različito razgranatim skupinama, od kojih je svaka skupina ponekad pokrivena pricvjetnim listovima. Klasići se sastoje od osi koja nosi 1–∞ cvjetove, svaki cvijet je pokriven jednom braktejom, najniže brakteje su često sterilne; muški i ženski klasovi mogu biti slični ili dimorfni. Cvjetovi su sitni, jednospolni, aktinomorfni, hipogini. Periant je dvostruk, homoklamidan, 3+3 [0–2+0–2], apotepalan. Tepali su opnasti do otvrdnuti. Prašnici su 3 [1–4], antipetalni, različiti (rijetko spojeni). Prašnici su obično jednolokularni, bisporangijatni i monotekalni, uzdužni i obično introrzni u dehiscenciji. Pelud je monoulceran pri oslobađanju. Ginecej je sinkarpan ili jednokarpelan, s gornjim jajnikom, 3 [1 ili 2] karpela i 3 [1 ili 2] lokula. Stil(ovi) su 1–3. Placentacija je apikalno-aksilna; ovule su ortotropne, bitegmične, pojedinačne. Nektarija nema. Plod je sjemenjak, oraščić ili kapsula. Sjemenke su endospermne i ponekad imaju elaiosom, čija je funkcija primamljivanje mrava, koji traže i prenose sjemenke snabdjevene elaiosomima, jer im uljevite tvari služe za hranu, a time ujedno pomažu razprostranjivanje dotičnih biljaka. Cvjetovi se oprašuju vjetrom.
Pripadnici Restionaceae glavna su komponenta “fynbosa” ili vegetacije vrištine s rasprostranjenošću na južnoj hemisferi, posebice u Južnoj Africi i Australiji. Gospodarski značaj uključuje lokalnu upotrebu kao slamnati pokrivači i metle.
Restionaceae su karakteristične po tome što su višegodišnje, rizomske, uglavnom dvodomne biljke s fotosintetskim uspravnim stabljikama, lišćem svedenim na omotače, cvatovima pojedinačnih cvjetova ili različito razgranatih klasića i malim, jednospolnim cvjetovima koje oprašuje vjetar s obično monotekalnim dvosporangijatnim prašnicima.

## Potporodice i rodovi
1. Subfamilia Anarthrioideae
  1. Anarthria R. Br.
  2. Hopkinsia W. Fitzg.
  3. Lyginia R.Br.
2. Subfamilia Restionoideae Arn.
  1. Tribus Willdenowieae Masters
    1. Ceratocaryum Nees (8 spp.)
    2. Willdenowia Thunb. (12 spp.)

  2. Tribus Restioneae Bartl.
    1. Soroveta H. P. Linder & C. R. Hardy (1 sp.)
    2. Platycaulos H. P. Linder (12 spp.)
    3. Elegia L. (50 spp.)
    4. Anthochortus Nees (7 spp.)
    5. Askidiosperma Steud. (12 spp.)
    6. Staberoha Kunth (9 spp.)
    7. Rhodocoma Nees (8 spp.)
    8. Restio Rottb. (168 spp.)
    9. Mastersiella Gilg-Ben. (3 spp.)
    10. Hypodiscus Nees (15 spp.)
    11. Cannomois P. Beauv. ex Desv. (12 spp.)
    12. Thamnochortus Bergius (34 spp.)
    13. Nevillea Esterh. & H. P. Linder (3 spp.)
    14. Hydrophilus H. P. Linder (1 sp.)
3. Subfamilia Centrolepididoideae Burnett
  1. Gaimardia Gaudich. (4 spp.)
  2. Aphelia R. Br. (6 spp.)
  3. Centrolepis Labill. (26 spp.)
4. Subfamilia Sporadanthoideae B. G. Briggs & H. P. Linder
  1. Sporadanthus F. Muell. ex Buchanan (8 spp.)
  2. Calorophus Labill. (2 spp.)
  3. Lepyrodia R. Br. (22 spp.)
5. Subfamilia Leptocarpoideae B. G. Briggs & H. P. Linder
  1. Eurychorda B. G. Briggs & L. A. S. Johnson (1 sp.)
  2. Empodisma L. A. S. Johnson & D. F. Cutler (3 spp.)
  3. Taraxis B. G. Briggs & L. A. S. Johnson (1 sp.)
  4. Winifredia L. A. S. Johnson & B. G. Briggs (1 sp.)
  5. Alexgeorgea Carlquist (3 spp.)
  6. Hypolaena R. Br. (7 spp.)
  7. Chaetanthus R. Br. (3 spp.)
  8. Apodasmia B. G. Briggs & L. A. S. Johnson (4 spp.)
  9. Dapsilanthus B. G. Briggs & L. A. S. Johnson (4 spp.)
  10. Leptocarpus R. Br. (16 spp.)
  11. Loxocarya R. Br. (5 spp.)
  12. Tremulina B. G. Briggs & L. A. S. Johnson (2 spp.)
  13. Platychorda B. G. Briggs & L. A. S. Johnson (2 spp.)
  14. Chordifex B. G. Briggs & L. A. S. Johnson (20 spp.)
  15. Dielsia Gilg ex Diels & Pritz. (1 sp.)
  16. Cytogonidium B. G. Briggs & L. A. S. Johnson (1 sp.)
  17. Tyrbastes B. G. Briggs & L. A. S. Johnson (1 sp.)
  18. Melanostachya B. G. Briggs & L. A. S. Johnson (1 sp.)
  19. Baloskion Raf. (8 spp.)
  20. Catacolea B. G. Briggs & L. A. S. Johnson (1 sp.)
  21. Lepidobolus Nees (9 spp.)
  22. Coleocarya S. T. Blake (1 sp.)
  23. Desmocladus Nees (23 spp.)